# 헤르츠카 리포
헤르츠카 리포(헝가리어: Hertzka Lipót; 1904년 11월 19일, 부다페스트 ~ 1951년 3월 14일, 몬트모르 오 노부)는 헝가리의 유대계 전 축구 선수이자 감독이다. 그는 에세너 투너분트, MTK 부다페스트, 그리고 레알 소시에다드에서 활약했었다. 은퇴 후, 그는 7개 구단을 지휘했는데, 그가 지휘한 선수단들 중에는 레알 소시에다드와 레알 마드리드가 있었고, 마드리드에서는 1930년부터 1932년까지 2년 동안 지휘봉을 잡아 하얀 군단의 사상 첫 라 리가 우승을 이끌었다. 그는 벤피카 감독으로서도 포르투갈 리그를 2번 우승했었다.
그는 레알 소시에다드, 아틀레틱 빌바오, 세비야, 레알 마드리드, 에르쿨레스, 그라나다, 벤피카, 벨레넨스스, 포르투, 이스토릴, 아카데미카, 빌라 헤알, 포르티모넨스, 그리고 우니앙 몬트모르를 지휘했다.